# はと座アルファ星
はと座α星は、はと座の3等星。はと座で一番明るい恒星である。

## 名称
固有名ファクト (Phact) は、アラビア語で「ジュズカケバト」（数珠掛鳩）を意味する言葉 ألفاجتة - fākhita に由来する。2016年7月20日に国際天文学連合の恒星の命名に関するワーキンググループ (Working Group on Star Names, WGSN) は、Phact をはと座α星の固有名として正式に承認した。